# Laureano Vallenilla Lanz
Laureano Vallenilla Lanz (sinh ngày 10 tháng 11 năm 1870 – mất ngày 16 tháng 11 năm 1936) là một học giả và nhà xã hội học người Venezuela. Ông là chủ tịch quốc hội trong vòng 20 năm dưới chính quyền Gomez.

## Cái chết
Đám tang Vallenilla được tổ chức vào ngày 18 tháng 11 năm 1936 tại Église Saint-Pierre-de-Chaillot tại Paris. Nghi thức tưởng niệm được thực hiện bởi con ông là Laureano Vallenilla và một số thành viên khác trong gia đình.